# Pakistaner in Österreich
Die über 1000 Pakistaner (Stand 2005) stellen eine zahlenmäßig kleine Minderheit in Österreich dar.
Im Jahre 1991 lebten in Österreich 900 Pakistaner. Aus demographischer Sicht bestand die Mehrheit der Austro-Pakistaner aus Männern; wenige kamen als Asylanten, einige haben inzwischen aber auch die österreichische Staatsbürgerschaft.
Die pakistanischen Gemeinden in Österreich sind hauptsächlich in der Bundeshauptstadt Wien beheimatet. Viele pakistanische Immigranten gehören der weltweiten sunnitisch-islamischen Glaubensgemeinschaft an und tragen zur viel größeren Gemeinschaft der Muslime in Österreich bei. Sie feiern Feste um religiöser und kultureller Ereignisse zu gedenken. Die Organisation Minhaj ul-Quran eröffnete eine lokale Niederlassung in Österreich, die von der pakistanischen Gemeinde betrieben und organisiert wird. Die Organisation arrangiert auch mehrere islamische Versammlungen.
Die Österreichisch-Pakistanische Gesellschaft mit Sitz in Wien hat sich die Pflege der kulturellen und wissenschaftlichen Kontakte Österreichs mit Pakistan und die Förderung des Verständnisses von Politik, Wirtschaft und Gesellschaft Pakistans in breiteren Kreisen zum Ziel gesetzt. Darüber hinaus engagieren sich einige Mitglieder der Österreichisch-Pakistanischen Gesellschaft erfolgreich bei schulischen und humanitären Projekten und bei der Förderung sportlicher Aktivitäten in Pakistan.
Im Jahr 2009 wurde Claudia Wachtel zur neuen Präsidentin der Gesellschaft gewählt, nachdem Friedrich Posch (ehemaliger österreichischer Botschafter in Pakistan) diese Funktion zehn Jahre lang ausgeübt hatte.
Im Jahre 2009 wurden 21 Pakistanis in österreichischen Gefängnissen wegen illegaler Immigration festgehalten. Die Regierung von Pakistan versuchte diese Fälle durch ihre Botschaft zu lösen.

## Bekannte Österreicher mit Bezug zu Pakistan
- Muhammad Asad (eigentlich Leopold Weiss), islamischer Gelehrter, Diplomat und Korrespondent der Frankfurter Zeitung
- Sabatina James, Menschenrechtsaktivistin, Publizistin, Islamkritikerin